# Championnat du Qatar de football 2010-2011
Navigation
Saison précédente Saison suivante
La saison 2010-2011 du Championnat du Qatar de football est la quarante-septième édition du championnat national de première division au Qatar. Les douze meilleures équipes du pays sont regroupées au sein d'une poule unique où elles s'affrontent deux fois au cours de la saison, à domicile et à l'extérieur. En fin de saison, l'avant-dernier du classement dispute un barrage de promotion-relégation face au 2e de D2 tandis que le dernier est directement relégué.
C'est le club de Lekhwiya Sports Club, promu de deuxième division, qui remporte à la surprise générale la compétition, après avoir terminé en tête du classement final, avec cinq points d'avance sur le triple tenant du titre, Al-Gharafa Sports Club et six sur Al-Rayyan SC. C'est le tout premier titre de champion du Qatar de l'histoire du club.

## Qualifications continentales
Les trois premiers du championnat ainsi que le gagnant de la Coupe du Qatar se qualifient pour la Ligue des champions. Si un club réalise le doublé, c'est le 4e du classement qui obtient sa qualification.
De plus, deux autres équipes participent à la Coupe des clubs champions du golfe Persique.

## Les clubs participants
| - Al-Rayyan SC - Al-Arabi Sports Club - Al-Sailiya Sports Club - Al-Khor Sports Club - Al-Gharafa Sports Club - Al Ahly Doha | - Qatar SC - Sadd Sports Club - Umm Salal SC - Al Kharitiyath Sports Club - Lekhwiya Sports Club - Promu de D2 - Al-Wakrah Sports Club |

## Compétition

### Classement
Le classement est établi sur le barème de points classique (victoire à 3 points, match nul à 1, défaite à 0).
| Rang | Équipe                     | Pts | J  | G  | N | P  | Bp | Bc | Diff |
| ---- | -------------------------- | --- | -- | -- | - | -- | -- | -- | ---- |
| 1    | Lekhwiya Sports Club (P)   | 48  | 22 | 15 | 3 | 4  | 40 | 17 | +23  |
| 2    | Al-Gharafa Sports Club (T) | 43  | 22 | 14 | 1 | 7  | 51 | 31 | +20  |
| 3    | Al-Rayyan SC (C)           | 42  | 22 | 12 | 6 | 4  | 39 | 22 | +17  |
| 4    | Al-Arabi Sports Club       | 41  | 22 | 12 | 5 | 5  | 37 | 26 | +11  |
| 5    | Qatar SC                   | 40  | 22 | 11 | 7 | 4  | 40 | 26 | +14  |
| 6    | Sadd Sports Club           | 36  | 22 | 11 | 3 | 8  | 32 | 26 | +6   |
| 7    | Al-Wakrah Sports Club      | 27  | 22 | 8  | 3 | 11 | 30 | 36 | -6   |
| 8    | Al Kharitiyath Sports Club | 25  | 22 | 7  | 4 | 11 | 27 | 40 | -13  |
| 9    | Umm Salal SC               | 19  | 22 | 5  | 4 | 13 | 24 | 39 | -15  |
| 10   | Al-Khor Sports Club        | 19  | 22 | 4  | 7 | 11 | 24 | 33 | -9   |
| 11   | Al-Sailiya Sports Club     | 15  | 22 | 3  | 6 | 13 | 25 | 47 | -22  |
| 12   | Al Ahly Doha               | 15  | 22 | 4  | 3 | 15 | 16 | 44 | -28  |

|  | Qualification pour la Ligue des champions de l'AFC 2012                      |
|  | Qualification pour la Coupe des clubs champions du golfe Persique 2012       |
|  | Participation au barrage de promotion-relégation                             |
|  | (T) : Tenant du titre (C) : Vainqueur de la Coupe du Qatar (P) : Promu de D2 |

### Matchs
| Résultats (▼dom., ►ext.)   | Sad | Ray | Gha | Qat | Umm | Kho | Wak | Kha | Ara | Sai | Lek | Ahl |
| Sadd Sports Club           |     | 1-0 | 1-3 | 1-3 | 0-1 | 1-1 | 4-0 | 3-2 | 0-2 | 3-2 | 0-1 | 2-0 |
| Al-Rayyan SC               | 1-1 |     | 3-2 | 1-1 | 3-0 | 1-0 | 3-0 | 2-1 | 0-1 | 4-1 | 2-1 | 2-0 |
| Al-Gharafa Sports Club     | 1-0 | 3-3 |     | 0-2 | 2-0 | 3-0 | 2-4 | 5-1 | 1-3 | 3-1 | 0-1 | 2-0 |
| Qatar SC                   | 2-2 | 2-0 | 4-0 |     | 2-1 | 3-1 | 1-0 | 0-0 | 1-1 | 2-2 | 0-1 | 0-0 |
| Umm Salal SC               | 0-3 | 0-2 | 2-3 | 4-2 |     | 1-1 | 2-1 | 2-3 | 1-2 | 1-1 | 1-1 | 1-2 |
| Al-Khor Sports Club        | 3-1 | 0-0 | 3-0 | 3-5 | 1-0 |     | 1-2 | 1-2 | 0-1 | 0-0 | 0-2 | 0-2 |
| Al-Wakrah Sports Club      | 0-1 | 2-2 | 0-3 | 0-2 | 2-1 | 0-0 |     | 3-0 | 0-3 | 0-0 | 1-3 | 2-0 |
| Al Kharitiyath Sports Club | 1-3 | 2-2 | 1-4 | 2-3 | 1-0 | 0-3 | 1-0 |     | 1-3 | 1-1 | 1-2 | 1-1 |
| Al-Arabi Sports Club       | 2-1 | 0-4 | 1-2 | 1-2 | 2-2 | 1-1 | 1-3 | 2-0 |     | 1-0 | 1-1 | 4-0 |
| Al-Sailiya Sports Club     | 0-1 | 1-2 | 0-3 | 2-2 | 2-3 | 3-2 | 2-5 | 0-2 | 5-2 |     | 0-2 | 2-1 |
| Lekhwiya Sports Club       | 1-2 | 3-1 | 0-2 | 1-0 | 3-0 | 3-1 | 4-1 | 0-2 | 1-1 | 4-0 |     | 3-0 |
| Al Ahly Doha               | 0-1 | 0-1 | 1-7 | 3-1 | 0-1 | 2-2 | 0-4 | 0-2 | 0-4 | 3-0 | 1-2 |     |

#### Barrage de promotion-relégation
Les deux derniers du classement terminent à égalité de points; ils doivent disputer un premier barrage qui détermine le club participant au barrage de promotion-relégation proprement dit. Le club vaincu est directement relégué en deuxième division.
| Équipe 1     | Résultat | Équipe 2               |
| ------------ | -------- | ---------------------- |
| Al Ahly Doha | 1 - 0    | Al-Sailiya Sports Club |

Le vainqueur du barrage de relégation affronte le vice-champion de deuxième division, Al Shamal lors d'un barrage afin de connaître le dernier club qui participera à la prochaine saison parmi l'élite.
| Équipe 1     | Résultat | Équipe 2       |
| ------------ | -------- | -------------- |
| Al Ahly Doha | 4 - 3    | Al Shamal (D2) |

## Bilan de la saison
| Championnat du Qatar de football 2010-2011                        |                                  |
| Champion                                                          | Lekhwiya Sports Club (1er titre) |
| Coupes et trophées                                                |                                  |
| Vainqueur de la Coupe du Qatar 2010-2011                          | Al-Rayyan SC                     |
| Qualifications continentales                                      |                                  |
| Ligue des champions de l'AFC 2012                                 | Lekhwiya Sports Club             |
| Ligue des champions de l'AFC 2012                                 | Al-Rayyan SC                     |
| Ligue des champions de l'AFC 2012                                 | Al-Gharafa Sports Club           |
| Ligue des champions de l'AFC 2012                                 | Al-Arabi Sports Club             |
| Coupe des clubs champions du golfe Persique 2012                  | Al-Khor Sports Club              |
| Coupe des clubs champions du golfe Persique 2012                  | Al Kharitiyath Sports Club       |
| Promotions et relégations                                         |                                  |
| Promus en Qatar Stars League                                      | Al-Jaish                         |
| Relégués en Championnat du Qatar de football de deuxième division | Al-Sailiya Sports Club           |